# Vinzaglio
Vinzaglio là một đô thị ở tỉnh Novara ở vùng Piedmont của Ý, tọa lạc cách 70 km về phía đông bắc của Torino and about 15 km về phía tây nam của Novara. Tại thời điểm ngày 31 tháng 12 năm 2004, đô thị này có dân số 612 người và diện tích là 15,5 km².
Vinzaglio giáp các đô thị: Borgo Vercelli, Casalino, Confienza, Palestro, và Vercelli.